# Orthoporidroides
Orthoporidroides är ett släkte av mossdjur. Orthoporidroides ingår i familjen Celleporidae.
Kladogram enligt Catalogue of Life:
| Orthoporidroides | \| \| Orthoporidroides erectus \| \| \| \| \| \| Orthoporidroides robusta \| \| \| \| |
|                  | \| \| Orthoporidroides erectus \| \| \| \| \| \| Orthoporidroides robusta \| \| \| \| |
|                  | Buffonellaria                                                                         |
|                  |                                                                                       |
|                  | Buskea                                                                                |
|                  |                                                                                       |
|                  | Calvipelta                                                                            |
|                  |                                                                                       |
|                  | Cellepora                                                                             |
|                  |                                                                                       |
|                  | Celleporina                                                                           |
|                  |                                                                                       |
|                  | Galeopsis                                                                             |
|                  |                                                                                       |
|                  | Lagenipora                                                                            |
|                  |                                                                                       |
|                  | Omalosecosa                                                                           |
|                  |                                                                                       |
|                  | Osthimosia                                                                            |
|                  |                                                                                       |
|                  | Palmicellaria                                                                         |
|                  |                                                                                       |
|                  | Pourtalesella                                                                         |
|                  |                                                                                       |
|                  | Predanophora                                                                          |
|                  |                                                                                       |
|                  | Pseudocelleporina                                                                     |
|                  |                                                                                       |
|                  | Richbunea                                                                             |
|                  |                                                                                       |
|                  | Scorpiodinipora                                                                       |
|                  |                                                                                       |
|                  | Spigaleos                                                                             |
|                  |                                                                                       |
|                  | Tegminula                                                                             |
|                  |                                                                                       |
|                  | Turbicellepora                                                                        |
|                  |                                                                                       |
|                  | Orthoporidroides erectus                                                              |
|                  |                                                                                       |
|                  | Orthoporidroides robusta                                                              |
|                  |                                                                                       |

|  | Orthoporidroides erectus |
|  |                          |
|  | Orthoporidroides robusta |
|  |                          |